# Al-Khwarizmi (cratera)
Al-Khwarizmi é uma cratera localizada no lado negro da Lua. Ela se localiza a sudeste da cratera Moiseev, e a nordeste de Saenger.
A parede interna oeste de Al-Khwarizmi é muito mais larga que a do lado leste. A borda leste cobre um par de crateras, incluindo Al-Khwarizmi J. A parede externa é um pouco distorcida em relação a um formato circular, incluindo uma borda-dupla ao sul. Há um pequeno pico central no ponto-médio, o qual forma parte de uma pequena serrania que vai para nordeste. Diversas crateletas minúsculas se localizam na parte norte do solo interno. O solo a sudeste é mais macio é livre de impactos significantes.
A cratera foi assim chamada em homenagem ao matemático e astrônomo persa Al-Khwarizmi.

## Crateras-Satélite
Por  convenção essas formações são identificadas em mapas lunares por posicionamento da letra no local do ponto médio da cratera que é mais próximo de  Al-Khwarizmi.
| Al-Khwarizmi | Latitude | Longitude | Diâmetro |
| ------------ | -------- | --------- | -------- |
| B            | 9.0° N   | 107.4° E  | 62 km    |
| G            | 6.9° N   | 107.1° E  | 95 km    |
| H            | 6.0° N   | 109.2° E  | 50 km    |
| J            | 6.2° N   | 107.6° E  | 47 km    |
| K            | 4.6° N   | 107.6° E  | 26 km    |
| L            | 3.9° N   | 107.4° E  | 35 km    |
| M            | 3.1° N   | 107.0° E  | 18 km    |
| T            | 7.0° N   | 104.5° E  | 15 km    |